# ويلهلم ماير (جيولوجي)
ويلهلم ماير (بالألمانية: Wilhelm Meyer) (و. 1932 – م) هو جيولوجي، من ألمانيا.

## جوائز
حصل على جوائز منها:
- وسام استحقاق جمهورية ألمانيا الاتحادية.